# Philips Koninck
Philips Koninck eller Philip de Koninck (født 5. november 1619 i Amsterdam, begravet 4. oktober 1688 i Amsterdam) var en hollandsk landskabsmaler og yngre bror til Jakob Koninck den ældre.
Konincks baggrund er for det meste ukendt, men det menes, at han var elev af Rembrandt, og man kan også genfinde indflydelsen fra denne i mange af hans værker. Han malede mest vidtstrakte, solrige landskaber med masser af åbent rum, lys og atmosfære. Blandt hans mest kendte billeder er Udsigt over en flodmunding (findes i Haag) og Skovbryn og landskabsparti (med figurer af Adriaen van de Velde, findes i Amsterdam), mens der findes landskaber af ham mange steder i Europa (Oslo, København, Bruxelles, Firenze, Berlin og Köln).